# コムネロスの反乱

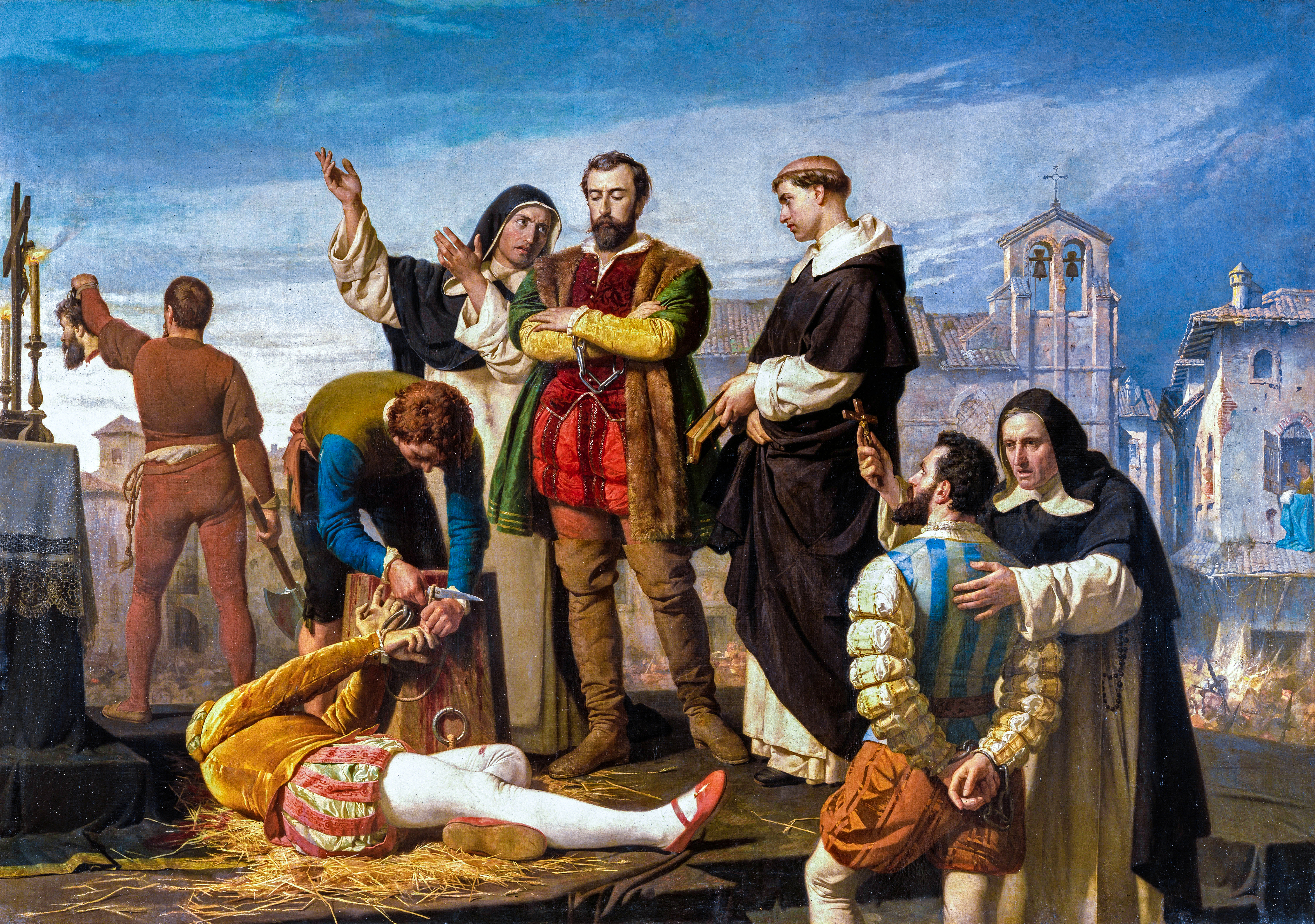
コムネーロスの処刑、アントーニオ・ヒスベルト画、1860年

コムネーロスの反乱 （Guerra de las Comunidades de Castilla）は、16世紀初頭、スペイン王カルロス1世（神聖ローマ皇帝カール5世）の絶対主義支配に対するスペイン都市の反乱。
スペインでは、都市が中世的自治を主張するとき、コムニダと呼び、コムニダの構成市民をコムネーロス（Communeros）といった。16世紀、スペイン都市行政は国王の支配下に編成され、国王の気ままな御用金取り立てを受けていた。カルロス1世が即位してスペインへ乗り込むと、1520年、サンティアゴ・デ・コンポステーラでコルテス（身分制議会）を招集し、40万ドゥカードの御用金を課した。都市代表はこれを拒否したが、ラ・コルーニャのコルテスは国王に圧力をかけられこれを承認した。この出来事より先に、大司教任命に関して王と争っていたトレドはいち早くコムニダを宣言し、自治都市の運動はカスティーリャ、レオン、アンダルシアに及び、1520年8月に開催されたアビラのサンタ・フンタには15都市が参加した。（サンタ・フンタとは、このような自治都市の同盟体、代表者会議をいう。）10月にトルデシリャスでサンタ・フンタが開かれ、王に都市特権の承認、官僚都市行政の廃止を陳情したが、拒否された。これにより、サンタ・フンタは宣戦布告、約半年間王軍と戦闘状態となった。1521年4月、ビリャラールの決戦において、ついにサンタ・フンタ軍は王軍に撃破され、自治都市の運動が鎮圧された。
この後、都市の中世的自由は完全に奪われ、織物工業の発展の芽は摘み取られた。